# Грудна-Дольна
Грудна-Дольна (пол. Grudna Dolna) — село в Польщі, у гміні Бжостек Дембицького повіту Підкарпатського воєводства.
Населення — 421 особа (2011).
У 1975-1998 роках село належало до Тарновського воєводства.

## Демографія
Демографічна структура станом на 31 березня 2011 року:
|          | Загалом | Допрацездатний вік | Працездатний вік | Постпрацездатний вік |
| -------- | ------- | ------------------ | ---------------- | -------------------- |
| Чоловіки | 218     | 54                 | 145              | 19                   |
| Жінки    | 203     | 45                 | 102              | 56                   |
| Разом    | 421     | 99                 | 247              | 75                   |